# Haity Moussatché
Haity Moussatché (Esmirna, 21 de fevereiro de 1910 – Rio de Janeiro, 24 de julho de 1998) foi um médico, bioquímico, pesquisador e professor universitário brasileiro.
Formado em medicina pela antiga Universidade do Brasil, hoje a Universidade Federal do Rio de Janeiro, foi assistente, biólogo, professor, pesquisador e chefe da Secção de Farmacodinâmica da Fiocruz. Foi um dos criadores da Universidade de Brasília e da Sociedade Brasileira para o Progresso da Ciência. 
Em 1970, no episódio conhecido como o Massacre de Manguinhos, foi cassado e perdeu seus direitos, seguindo para Venezuela, onde trabalhou na Universidad Centroccidental Lisandro Alvarado. Em 1985, foi convidado a retornar ao Brasil, para reorganizar o Departamento de Fisiologia e Farmacodinâmica junto de Tito Arcoverde de Albuquerque Cavalcanti. Haity foi fundador da International Society of Toxicology e da Sociedade de Biologia do Brasil e membro da Academia Brasileira de Ciências (1953).
Pertenceu à geração formada pelos chamados "discípulos" de Oswaldo Cruz, o grupo pioneiro de Carlos Chagas, Arthur Neiva, Lauro Pereira Travassos e Henrique Aragão.

## Biografia
Haity nasceu em uma vila chamada Vourlá, perto da cidade de Esmirna, na época parte do Império Otomano, em 1910. Sua família era membro de uma colônia de judeus sefarditas que emigraram da Península Ibérica na época da Inquisição. Apesar de seu pai não ter cursado a escola do rabinato, era rabino e professor de hebraico, realizando todos os ritos próprios a um rabino. Em algum momento da vida, seu pai abandonou a religião, tornou-se ateu e criou os filhos fora de qualquer denominação.
A família era humilde e seu pai, um comerciante, não queria que seus filhos seguissem o mesmo curso. Quando a vida ficou difícil, a família embarcou para o Brasil em 1912, onde estabelceu um comércio. Inicialmente, a família tinha pensado em ir para a Argentina, mas quando chegaram ao porto do Rio de Janeiro, a notícia de que Oswaldo Cruz tinha acabado com os surtos de febre amarela no Brasil convenceu a família a ficar. Estabeleceram-se em Niterói, onde cursou o primário e secundário no Instituto Universitário Fluminense.
Gostando muito de animais e de plantas, inicialmente pensou em cursar História Natural. Fazia visitas guiadas pelos professor ao Museu Nacional e ao Jardim Botânico. Em 1927, foi aprovado nos exames preparatórios do Colégio Pedro II e ingressou na Faculdade de Medicina da Praia Vermelha, em 1928, da Universidade do Brasil. O que realmente o interessava, porém, não era a prática médica, mas zoologia, biologia e parasitologia.
Logo em seu primeiro ano, conheceu os laboratórios do Instituto Oswaldo Cruz onde, levado por um colega, estudava lâminas de tripanossoma nos microscópios. Em seu segundo ano, por influência do professor Álvaro Osório de Almeida, Haity se interessou por fisiologia. Quando estava no terceiro ano, percebeu que seu lugar de trabalho deveria ser o Instituto Oswaldo Cruz. Assim procurou Carlos Chagas em sua casa e Evandro Chagas em seu consultório na esperança de conseguir um estágio em algum laboratório. Pela manhã, Haity deveria trabalhar com análises de pacientes atendidos no ambulatório de Chagas, onde realizava diagnósticos clínicos de verminoses e, principalmente, de malária.
Haity deixou os laboratórios do instituto para trabalhar no laboratório de fisiologia de Álvaro Osório, que foi montado em sua própria casa, no Flamengo, já que ele não conseguira apoio de outros lugares. Haity foi seu assistente até se graduar em medicina e foi onde obteve boa parte de sua formação em fisiologia. Ingressou no Instituto Oswaldo Cruz em 1934 como interno agregado ao Departamento de Fisiologia, depois no Departamento de Biologia, além de ter sido professor de bioquímica e hematologia e, mais tarde, chefe da Seção de Farmacodinâmica.

## Carreira
Inicialmente sem salário, Haity começou a trabalhar com cultura de células para estudar a febre amarela, em um laboratório mantido pela Fundação Rockefeller no campus de Manguinhos, chegando a publicar dois trabalhos na área. Quando foi contratado foi como extranumerário em Manguinhos. O concurso para pesquisador saiu apenas em 1943. Em colaboração com Miguel Osório e Mario Ulysses Vianna Dias, investigou vários aspectos das convulsões experimentais, e daí extraiu o tema de sua tese de livre-docência na Faculdade de Medicina, em 1948.
Em 1948, foi um dos fundadores da Sociedade Brasileira para o Progresso da Ciência (SBPC), além de ter participado intensamente dos movimentos e negociações visando fortalecer a área científica no contexto do desenvolvimentismo brasileiro. A convite de Darcy Ribeiro, integrou a comissão que ideallizou a Universidade de Brasília (UnB), em 1959 e 1960.

## Perseguição
Após o Golpe de Estado no Brasil em 1964, Haity respondeu a inquérito policial-militar por seus posicionamento tido como socialista e em 1970, com o endurecimento da ditadura, Haity e outros pesquisadores de Manguinhos tiveram os seus direitos políticos cassados e foram aposentados compulsoriamente pelo Ato Institucional n.º 5 (AI-5), no que ficou conhecido como o Massacre de Manguinhos. Haity e alguns outros pesquisadores perseguidos foram acolhidos pela recém-criada Universidad Centroccidental Lisandro Alvarado, na Venezuela, onde ele começou como professor contratado em 1971, dando aulas de fisiologia e farmacologia.
Foi chefe da unidade de pesquisas da Escola de Veterinária e em 1975 tornou-se professor titular até 1985, quando foi convidado a retornar ao Brasil e à Fiocruz, para reorganizar o Departamento de Fisiologia e Farmacodinâmica, área desmantelada pelo antigo interventor de Manguinhos, Francisco de Paula da Rocha Lagoa. Aos 76 anos, em 1986, Haity retomou seu lugar junto aos outros cientistas banidos, retomando também seus estudos sobre a resistência de animais ao veneno de cobras, visando obter soro antiofídico mais eficiente do que o fabricado na época.
Publicou mais de 200 trabalhos científicos. Foi membro fundador da Sociedade de Biologia do Brasil (1941) e da International Society of Toxicology (1953). Membro titular da Academia Brasileira de Ciências (1953), da Academia de Ciências de Nova York (1959), da Federação Mundial de Trabalhadores Científicos (1959), foi membro dos conselhos científicos da Revista Brasileira de Biologia (1953) e da Acta Fisiológica Latino-Americana (1955), da Associação Venezuelana para o Progresso da Ciência (1974) e da Academia de Ciências da América Latina. Em 1986, recebeu o prêmio Golfinho de Ouro do Governo do Estado do Rio de Janeiro. Em 1993, foi condecorado na Venezuela e, um ano depois, o governo brasileiro agraciou-o com a Ordem Nacional do Mérito Científico, na classe Grã-Cruz.

## Morte
Haity morreu em 24 de julho de 1998, na cidade do Rio de Janeiro, devido a um câncer, aos 88 anos. Ele foi sepultado no Cemitério Comunal Israelita do Rio de Janeiro, no Rio de Janeiro.